# Peter Tali Coleman
Peter Tali Coleman (Pago Pago, 8 december 1919 – Honolulu, 28 april 1997) was een Amerikaans-Samoaans politicus. Hij was de eerste gouverneur van Amerikaans-Samoa die van Amerikaans-Samoaanse afkomst was. Hij zou in totaal vier termijnen als gouverneur uitzitten. Hij was tevens de eerste gouverneur van Amerikaans-Samoa die door het volk werd verkozen. 
Coleman overleed uiteindelijk op 77-jarige leeftijd in Honolulu na een twee jaar durende strijd tegen kanker.
- Gemeinsame Normdatei: 1197652140
- Virtual International Authority File: 9589157226609885410007
- WorldCat: E39PBJyrPyjqvHYjfg3xY7CCwC